# Іванівка (Кам'янський район)
Іва́нівка — село в Україні, у Вишнівській селищній громаді Кам'янського району Дніпропетровської області.
Населення — 136 мешканців.

## Географія
Село Іванівка знаходиться на лівому березі річки Лозуватка, вище за течією на відстані 4,5 км розташований смт Вишневе, нижче за течією примикає село Саївка, на протилежному березі — села Саксагань та Терно-Лозуватка.

## Пам'ятки
Біля села розташований Грушуватський лісовий заказник.

## Населення

### Мова
Розподіл населення за рідною мовою за даними перепису 2001 року:
| Мова            | Відсоток |
| --------------- | -------- |
| українська      | 96,3 %   |
| російська       | 2,9 %    |
| інші/не вказали | 0,8 %    |

## Інтернет-посилання
- Погода в селі Іванівка [Архівовано 20 грудня 2011 у Wayback Machine.]

1. ↑  Рідні мови в об'єднаних територіальних громадах України — Український центр суспільних даних